# تفجيرا الريحانية
تفجيرا الريحانية انفجاران بسيارتين مفخختين أمام مبنى بلدية الريحانية التركية القريبة من الحدود السورية في 11 مايو 2013 وأسفرت عن سقوط 51 قتيلاً. وقد ذكرت الداخلية التركية أن السيارات المستخدمة تم تهريبها من سوريا 

## ردود الفعل
- تركيا : حذرت من «اختبار قدرات تركيا» [3] وهددت باتخاذ إجراء قاس [4]
- سوريا: نفى عمران الزعبي وزير الإعلام السوري علاقة السلطات السورية بتدبير التفجيرين، وحمّل الحكومة التركية الحالية المسؤولية تجاه الشعب التركي والشعب السوري، لأنها «حولت الحدود السورية التركية إلى مراكز للإرهاب الدولي». وأشار الزعبي إلى أن اتهام سوريا صدر فور وقوع الحادث وقبل توفر أية أدلة.[5]
- سوريا الائتلاف السوري المعارض: أدان الهجوم وأعتبر أن التفجيرات تهدف للانتقام من تركيا [6]
- تونس : أصدرت رئاسة الجمهورية بيانا رسميا تدين فيه هذه التفجيرات ""الشنيعة"" وتعتر أن هذا لهجوم ""يضع بلدا شقيقا آخر في المنطقة في مواجهة تداعيات صراع أصبح إقليميا"" وشددت على أن يكون حل هذه المشاكل هو حل سياسي لأنه أقل كلفة من كل باقي الحلول.[7]
- حلف الناتو: إدان الهجمات وأكد دعمه لأنقرة
- روسيا : قالت إن التفجيرات تهدف إلى احباط عقد المؤتمر الدولي بشأن سوريا.
- مجلس الامن: استنكر التفجيرات وشدد على ضرورة «مقاضاة الجناة والمنظمين والممولين والرعاة لهذه الأعمال الإرهابية البغيضة» [8]